# 장 도말리우스 달로이

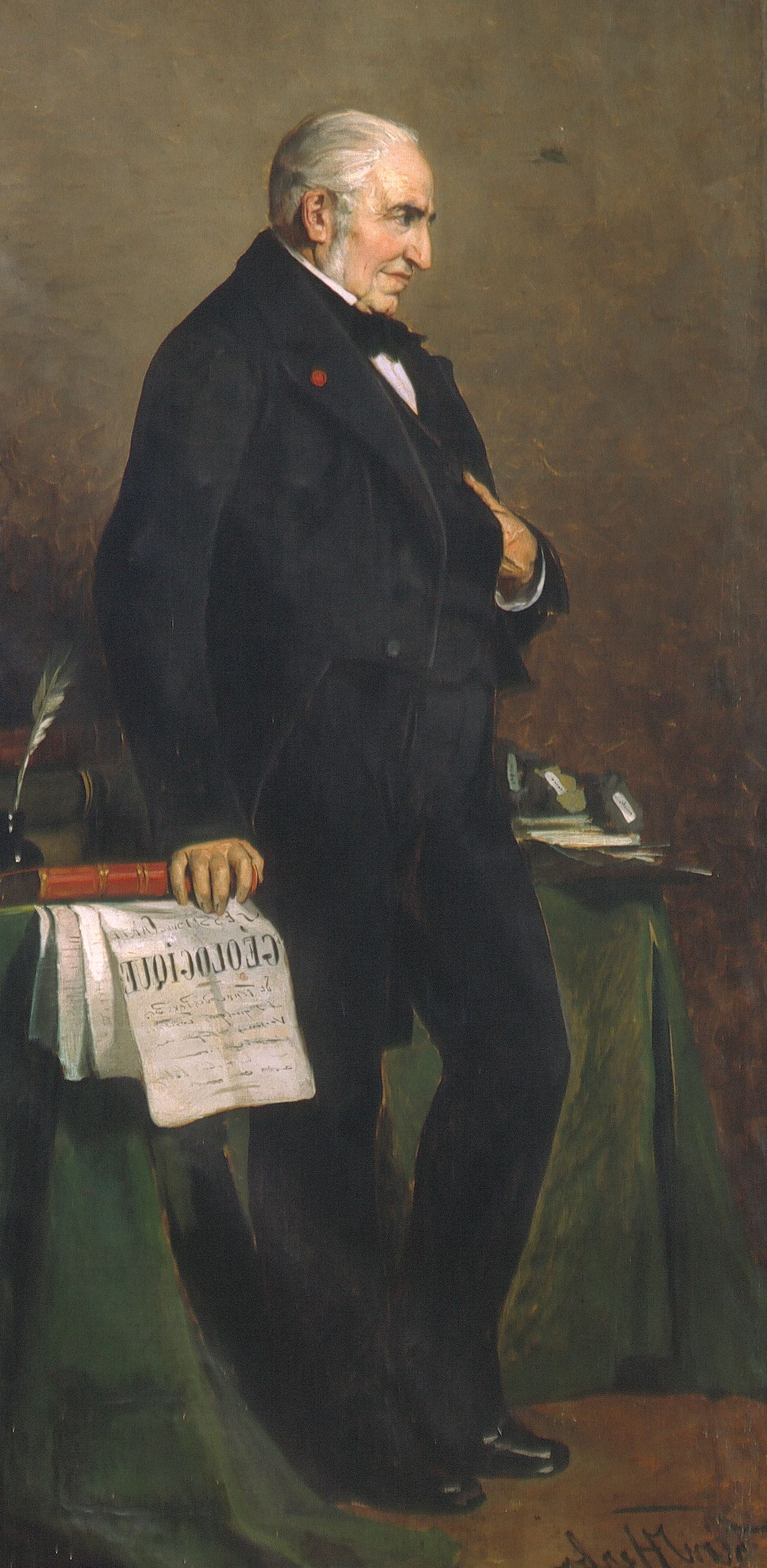

장바티스트쥘리앵 도말리우스 달로이(Jean-Baptiste-Julien d'Omalius d'Halloy, 1783년 ~ 1875년)는 벨기에의 지질학자이다.
지질학적 시기를 보다 세분화하였다. 그의 이름이 붙여진 백악기 지층이 있다.